# Wülfingita
La wülfingita, wulfingita o wuelfingita es una de las formas minerales del hidróxido de zinc, Zn(OH)2.
Descrito por primera vez en 1985 por K. Schmetzer, G. Schnorrer-Köhler y O. Medenbach, debe su nombre al minerálogo y petrógrafo alemán Ernst Anton Wülfing (1860-1930).

## Propiedades
La wülfingita es un mineral transparente o translúcido, incoloro o de color blanco, con brillo céreo.
Bajo luz transmitida es también incoloro.
Tiene una dureza de 3 en la escala de Mohs —semejante a la de la calcita—  y una densidad de 3,05 g/cm³.
Su contenido de zinc es superior al 65% y es muy soluble en ácidos.
Cristaliza en el sistema ortorrómbico, clase diesfenoidal.
Es polimorfo de la ashoverita y de la sweetita, minerales que, a diferencia de la wülfingita, cristalizan en el sistema tetragonal.

## Morfología y formación
La wülfingita se presenta como cristales, de hasta 200 μm, en grupos con forma de estrella. También puede aparecer como incrustaciones de grano fino.
Es un mineral secundario poco frecuente que se forma por la meteorización de escorias que contienen zinc.
Aparece asociado a simonkolleíta, hidrocerusita, diaboleíta, cincita, hidrocincita, ashoverita y fluorita.

## Yacimientos
La localidad tipo de este mineral son los depósitos de escoria procedentes de la fundición Richelsdorf (Hesse, Alemania). En este mismo país hay también wülfingita en Stolberg (Renania del Norte-Westfalia).
Otro enclave conocido es una cantera de piedra caliza al noroeste de Milltown, cerca de Ashover (Derbyshire, Inglaterra).